# Formosa (Goiás)
Formosa is een gemeente in de Braziliaanse deelstaat Goiás. De gemeente telt 115.789 inwoners (schatting 2017).
De plaats is de zetel van het rooms-katholieke bisdom Formosa.

## Aangrenzende gemeenten
De gemeente grenst aan Água Fria de Goiás, Cabeceiras, Flores de Goiás, Planaltina, São João d'Aliança, Vila Boa, Brasilia (DF) (Paranoá en Planaltina), Buritis (MG) en Cabeceira Grande (MG).

## Verkeer en vervoer
De stad ligt aan de radiale snelwegen BR-020 en BR-030. Daarnaast ligt ze aan de wegen GO-116, DF-205, GO-430 en GO-458.